# Steve Stipanovich
Stephen (Stipo) Samuel Stipanovich (17. studenoga 1960., St. Louis, Missouri) je bivši američki košarkaš, hrvatskog podrijetla.
Košarku je igrao za katoličke srednje škole Chaminade College Prep (prvu sezonu) i poslije za isusovački DeSmet iz Creve Coeura (sastav Spartans), s kojom je osvojio dva prvenstva države Missouri, nanizavši šezdeset pobjeda uzastopce.
Studirao je na sveučilištu Missouri, za čiju je momčad igrao. Zbog nezgode s oružjem kad si je slučajno propucao rame, propustio je prvu sezonu. Kad je zaigrao, pokazao se kolika je veličina. Ondje je zajedno s Jonom Sundvoldom dobrim igrama pomogao treneru Normu Stewartu pobjeđivati u četirima uzastopnim sezonama, od studenog 1979. do ožujka 1983., dominirajući konferencijom Big Eight. Završnih je godina u NCAA postizao po 18 koševa i pravio uspješnih 9 skokova, postavivši sveučilište Missouri na američki košarkaški zemljovid.
Indiana Pacersi su ga 1983. na draftu izabrali u 1. krugu. Bio je ukupno 2. po redu izabrani igrač.
Problemi s koljenom mučili su ga kroz pet godina njegove profesionalne karijere te se povukao sezone 1987./88. godine. Ukupno je postigao 5323 koševa i napravio 3131 uspješni skok. 

## Priznanja
- 1979. izabran je u McDonald's-ov sveamerički sastav.
- 1982. – 83. bio je u drugoj postavi NCAA AP All-America (2nd)
- 1983./84. izabran je u prvu postavu NBA novaka.

## Vanjske poveznice
- NBA.com